# کروس آکونا
کروس آکونا (به انگلیسی: Crox Acuña) (زادهٔ ۲۳ ژوئن ۱۹۹۰) شناگر اهل ونزوئلا است.